# Фреван
Фреван (фр. Frévent) — коммуна во Франции, регион О-де-Франс, департамент Па-де-Кале, округ Аррас, кантон Сен-Поль-сюр-Тернуаз. Расположена в 32 км к западу от Арраса, в 15 км от национальной автомагистрали N25, на обоих берегах реки Канш.
Население (2018) — 3 498 человек.

## Достопримечательности
- Церковь Святого Илария XVI века, памятник архитектуры
- Церковь Святого Ведаста XII века
- Шато де Серкам XVIII века, часть бывшего аббатства Серкам
- Мельница-музей Винтенбергер
- Дом-музей художника Луи Дюкателя

## Экономика
Структура занятости населения:
- сельское хозяйство — 1,7 %
- промышленность — 10,3 %
- строительство — 4,0 %
- торговля, транспорт и сфера услуг — 29,2 %
- государственные и муниципальные службы — 54,8 %

Уровень безработицы (2017) — 26,7 % (Франция в целом — 13,4 %, департамент Па-де-Кале — 17,2 %). 

Среднегодовой доход на 1 человека, евро (2018) — 15 320 (Франция в целом — 21 730, департамент Па-де-Кале — 19 200).

## Демография
Динамика численности населения, чел.

## Администрация
Пост мэра Фревана с 2008 года занимает Жан-Франсуа Тере (Jean-François Théret). На муниципальных выборах 2020 года возглавляемый им центристский список победил во 2-м туре, получив 44,69 % голосов.
| Период | Период | Фамилия          | Партия                                                    | Примечания                                  |
| ------ | ------ | ---------------- | --------------------------------------------------------- | ------------------------------------------- |
| 1971   | 2008   | Роже Прюво       | Союз за французскую демократию, Союз за народное движение | врач, член Генерального совета департамента |
| 2008   |        | Жан-Франсуа Тере | Демократическое движение, Союз демократов и независимых   | фермер, член Совета региона О-де-Франс      |

## Знаменитые уроженцы
- Антуан Адриан Ламурет (1742-1794),  прелат и государственный деятель периода Великой Французской революции
- Филипп Франсуа Леба (1765—1794), политический деятель периода Великой Французской революции, член Конвента
- Вишери, Луи Жозеф (1767–1841)  — французский военачальник, бригадный генерал голландской армии (с 1807), дивизионный генерал Франции (с 1813), участник революционных и наполеоновских войн. Имя генерала выбито на Триумфальной арке в Париже.

## Галерея
- Церковь Святого Илария
- Мельница-музей Винтенбергер

1. 1 2  база данных о французских коммунах — Национальный географический институт Франции, 2015.